# Andreas Hornig
Andreas Hornig (* 23. März 1980 in Wiesbaden) ist ein ehemaliger deutscher Basketballspieler. Er bestritt 70 Spiele in der Basketball-Bundesliga und war Junioren-Nationalspieler.

## Laufbahn
Hornig, der Länderspiele für die deutsche U20-Nationalmannschaft absolvierte, spielte in der Jugend des MTV Kronberg und in der Saison 1999/2000 beim Zweitligisten TV Langen, ehe er 2000 an die Murray State University (US-Bundesstaat Kentucky) wechselte. Dort spielte der 2,13 Meter große Innenspieler in der NCAA und studierte Betriebswirtschaft. Hornig blieb bis 2004 an der Universität. Während seiner Zeit an der Murray State University wurde Hornig in insgesamt 104 Spielen eingesetzt und erzielte dabei Mittelwerte von 3,7 Punkten, 3,9 Rebounds sowie 1,1 Blocks pro Spiel. Seine statistisch beste Saison einer Collegezeit war 2000/01, als er in 29 Partien im Durchschnitt 5,0 Punkte, 3,8 Rebounds und 1,8 Blocks je Begegnung erzielte. In den Spieljahren 2001/02 und 2003/04 gewann er mit Murray State die Meisterschaft in der Ohio Valley Conference (OVC). Er wechselte 2004 ins Profilager.
Zwischen 2004 und 2006 stand er in Diensten des Bundesligisten Tübingen. Seine erste Bundesligasaison 2004/05 wurde in Bezug auf die statistischen Werte auch seine beste: Hornig kam während dieser Spielzeit in 27 Partien zum Einsatz und erzielte im Mittel 5,0 Punkte sowie 2,9 Rebounds je Begegnung.
2006 wurde er von Tübingens Bundesliga-Konkurrent BG Karlsruhe verpflichtet und verstärkte die Mannschaft während des Spieljahres 2006/07. Hornig verstärkte ab 2007 die VfL Kirchheim Knights. Vom Fachportal eurobasket.com wurde er in der Saison 2007/08 als „Center des Jahres“ der 2. Bundesliga ProB ausgezeichnet, nachdem er im Verlauf des Spieljahres 11,3 Punkte, 12,8 Rebounds und 2,8 Blocks je Partie für Kirchheim verbucht hatte. Der gebürtige Wiesbadener hatte mit starken Leistungen zum Aufstieg Kirchheims in die 2. Bundesliga ProA beigetragen.
Nach dem Ende der Saison 2008/09 verließ Hornig Kirchheim und zog sich in die Regionalliga zurück. Von 2009 bis 2011 verstärkte er den ASC Theresianum Mainz. Im Spieljahr 2009/10 erzielte er für den ASC bei 24 Regionalliga-Einsätzen im Durchschnitt 15,5 Punkte, 14,7 Rebounds und 1,9 geblockte Würfe je Begegnung und wurde vom Basketballdienst eurobasket.com in die „Mannschaft des Jahres“ der 1. Regionalliga Südwest berufen. 2011 kehrte er zum MTV Kronberg zurück.
2019 wurde er Mitglied der Geschäftsführung eines Carsharing-Anbieters aus Wiesbaden. Ende April 2021 wurde er zum Ortsvorsteher von Oberseelbach gewählt. Zudem ist Hornig Vorstandsmitglied bei der TTG Oberseelbach.